# Heinrich (Istrien)
Heinrich (Heinrich IV., Heinrich II.) (* um 1175; † 18. Juli 1228 in Windischgraz) aus dem Hause Andechs war Markgraf von Istrien-Krain (1204–1228) sowie Graf von Stein (Kamnik in Oberkrain).
Heinrich war der zweite Sohn von Herzog Berthold IV. von Andechs-Meranien († 1204) und von Agnes von Rochlitz († 1195), Tochter von Markgraf Dedo V. dem Feisten von der Ostmark-Niederlausitz aus dem Hause Wettin.
Nach dem Tode seines Vaters übernahm Heinrich 1204 die Markgrafenwürde von Istrien-Krain und die südlich der Donau gelegenen Besitzungen. In Istrien selbst machte ihm die Republik Venedig das Leben schwer, die die Halbinsel faktisch beherrschte.
1207, eher schon früher, heiratete Heinrich Sophie, die Erbtochter des Grafen Albert von Weichselburg, die den Andechsern riesige Ländereien in der Windischen Mark zubrachte. Die Ehe sollte kinderlos bleiben.
1208 hatte er das Unglück, zur falschen Zeit am falschen Ort zu sein: Er war angeblich in die Ermordung König Philipps von Schwaben bei der Hochzeit seines Bruders Otto in Bamberg verwickelt, aus heutiger Sicht eine vermutliche Tücke der Wittelsbacher, die aber den rasanten Abstieg des staufertreuen Hauses Andechs zur Folge haben sollte. Noch 1208 verloren Heinrich und sein Bruder Ekbert († 1237), Bischof von Bamberg, jeglichen Besitz, alle Rechte, Würden und Einkünfte, 1209 wurden sie geächtet und mussten sich bei ihrer Schwester Gertrud, Königin von Ungarn, in Sicherheit bringen.
1211 konnte Ekbert in sein Amt zurückkehren und auch Heinrich konnte sich im selben Jahr schon wieder in seinem Besitz in Windischgraz aufhalten; seine bayerischen und Tiroler Güter blieben ihm verloren. Er stand zwar in Verbindung mit Aquileia – sein Bruder Berthold war dort 1218–1251 Patriarch – und dem österreichisch-steirischen Herzog Leopold VI., aber er war hauptsächlich als Privatier auf seine und Sophies Besitzungen in der späteren Untersteiermark und in Krain beschränkt. 1220 „durfte“ er noch an der Bestätigung der Verleihung seiner ehemaligen Markgrafschaft an Berthold als Zeuge teilnehmen.
Im Mai 1228 wurde ein Ausgleich zwischen Heinrich und dem wittelsbachischen Bayernherzog Ludwig getroffen, der sich die meisten seiner Güter angeeignet hatte, und Heinrich bekam einen Teil seiner Besitzungen und Rechte rückerstattet, doch schon im Juli ereilte ihn in Windischgraz der Tod. Er ist im Kloster Dießen beigesetzt. Seine altbayerischen Besitzungen erbte wohl sein Bruder Otto, die Weichselburger Ländereien aber verblieben kurz bei Sophie.